# Émile Sauret
Pour les articles homonymes, voir Sauret.
Émile Sauret, né le 22 mai 1852 à Dun-le-Roi (Cher) et mort le 12 février 1920 à Londres, est un violoniste et compositeur français. Il a composé plus de cent morceaux pour le violon, dont une célèbre cadence pour le premier mouvement du Concerto pour violon no 1 de Paganini, et le Gradus ad Parnassum (1894).

## Biographie
Sauret est né à Dun-le-Roi en 1852 de François Sauret, musicien, et Anne Bathilde Poncet. Il commence l'étude du violon au Conservatoire de Strasbourg à l'âge de six ans et, avec une réputation d'enfant prodige, il commence à jouer deux ans plus tard. Il étudie avec Charles-Auguste de Bériot puis étudie avec Henri Vieuxtemps et Henryk Wieniawski. À dix-huit ans, il commence à étudier la composition en tant qu'élève de Salomon Jadassohn au Conservatoire de Leipzig, où il lie de nombreuses amitiés. Parmi celles-ci se trouvent Fritz Steinbach et Richard Sahla, un enfant prodige comme Sauret lui-même.
Sauret a joué dans les salles de concert les plus célèbres de son temps. Il a fait ses débuts américains en 1872. Franz Liszt a joué des sonates avec lui. En 1873, Sauret épouse Teresa Carreño, pianiste et compositrice vénézuélienne, avec laquelle il a eu une fille, Emilita. Le mariage est un échec et en 1879, il se remarie.
Il a occupé des postes dans diverses institutions, dont la Neue Akademie der Tonkunst à Berlin, où il a écrit les Douze Études Artistiques pour ses « étudiants bien-aimés », avec Moritz Moszkowski et les frères Scharwenka, Xaver et Phillipp et l'Académie royale de musique à Londres, où il fut nommé professeur de violon en 1890, le Collège musical de Chicago en 1903 et le Trinity College de Londres, qu'il prit en 1908. Parmi ses élèves, figurent Tor Aulin, Jan Hambourg, William Henry Reed, Marjorie Hayward, Leila Waddell, Florizel von Reuter, Gerald Walenn, Willy Russ, John Waterhouse. Il est mort à Londres en 1920, âgé de soixante-sept ans.
En raison des difficultés excessives de ses compositions de violon, on se souvient d'Émile Sauret aujourd'hui principalement pour la cadence du Concerto pour violon no 1 en ré majeur de Paganini.
Émile Sauret a joué sur un Guarnerius del Gesù de 1744, nommé « Sauret ». En 1986, il a été acheté par Itzhak Perlman[réf. souhaitée].

## Compositions (sélection)
- Op. 3, Caprice de Concert
- Op. 6, 3 Morceaux de salon pour violon et piano
- Op. 9, Scherzo fantastique
- Op. 11, Souvenir de Los Angeles
- Op. 13, 2 Impromptus pour violon et piano
- Op. 24, 20 Grandes Études (1884)
- Op. 26, Concerto pour violon en sol mineur
- Op. 27, Fantaisie brillante sur des airs espagnols
- Op. 28, Feuillet d'Album
- Op. 32, Rhapsodie russe
- Op. 33, Danse polonaise
- Op. 36, Gradus ad Parnassum (1894)
- Op. 38, 12 Études artistiques
- Op. 43, 6 Morceaux de salon
- Op. 50, Scènes villageoises
- Op. 52, Capriccio en si mineur
- Op. 57, Introduction et Valse de Concert (1898)
- Op. 59, Rhapsodie suédoise
- Op. 64, 24 Études Caprices (1902–03)
- Op. 65, Souvenir de Hongrie. Andante et Caprice hongrois
- Op. 66, 3 Morceaux de salon
- Op. 67, Andante et Caprice de Concert
- Op. 68, Suite pour violon seul (1907)
- Op. 69, Chanson sans paroles et Mazurka
- Concerto pour violon en mi majeur
- Sonate pour violon en la majeur
- Cadence pour le premier mouvement du Concerto pour violon no 1 de Paganini
- Cadence pour le Concerto pour violon no 4 de Mozart, KV 218
- Cadence pour la Sonate des trilles du Diable de Tartini

## Discographie
- 24 Études-Caprices, Nazrin Rashidova, violon, 4 CD Naxos 2018-2019